# Parklaan (Sittard)

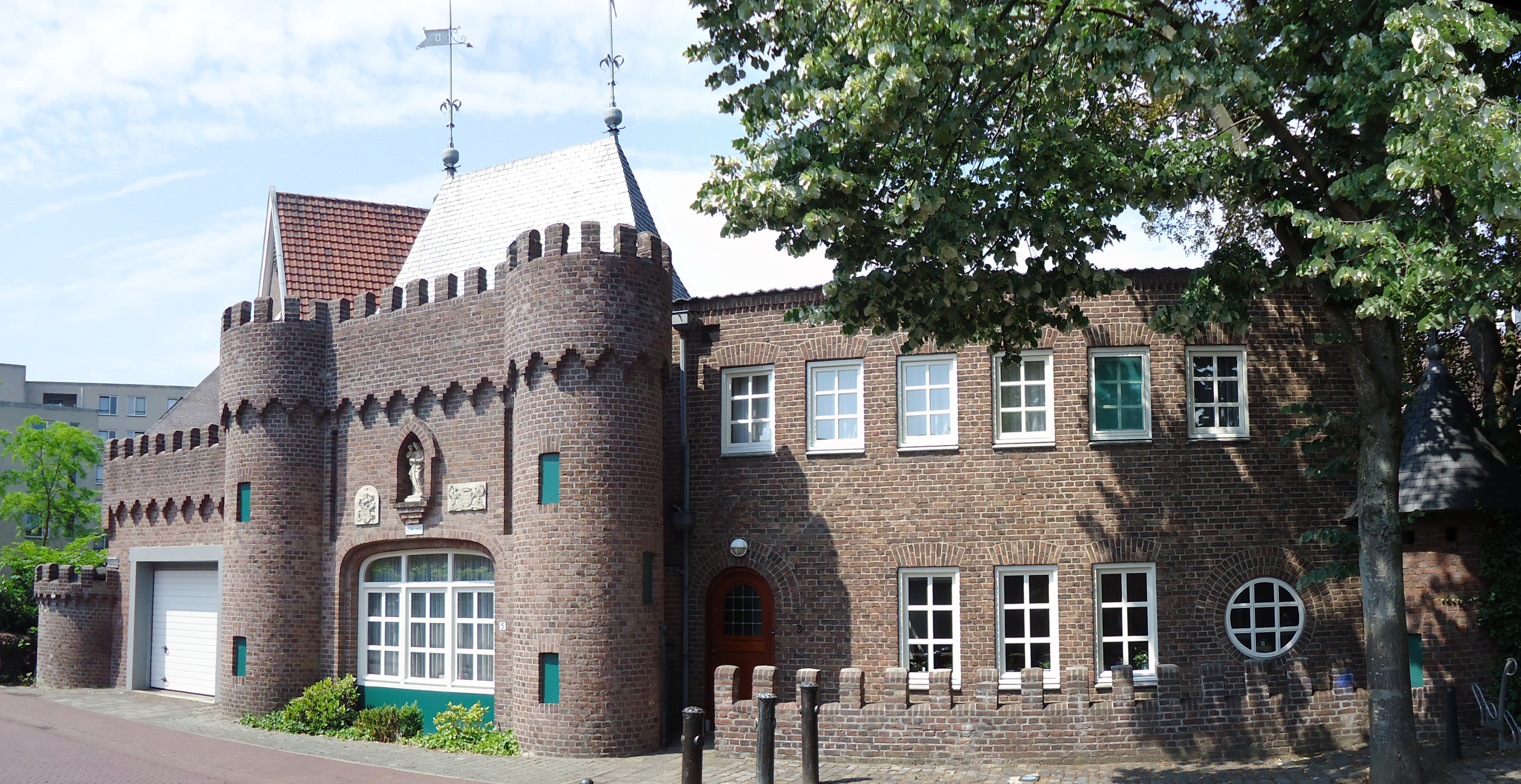
Voormalig koetshuis (1903) op Parklaan 3-5

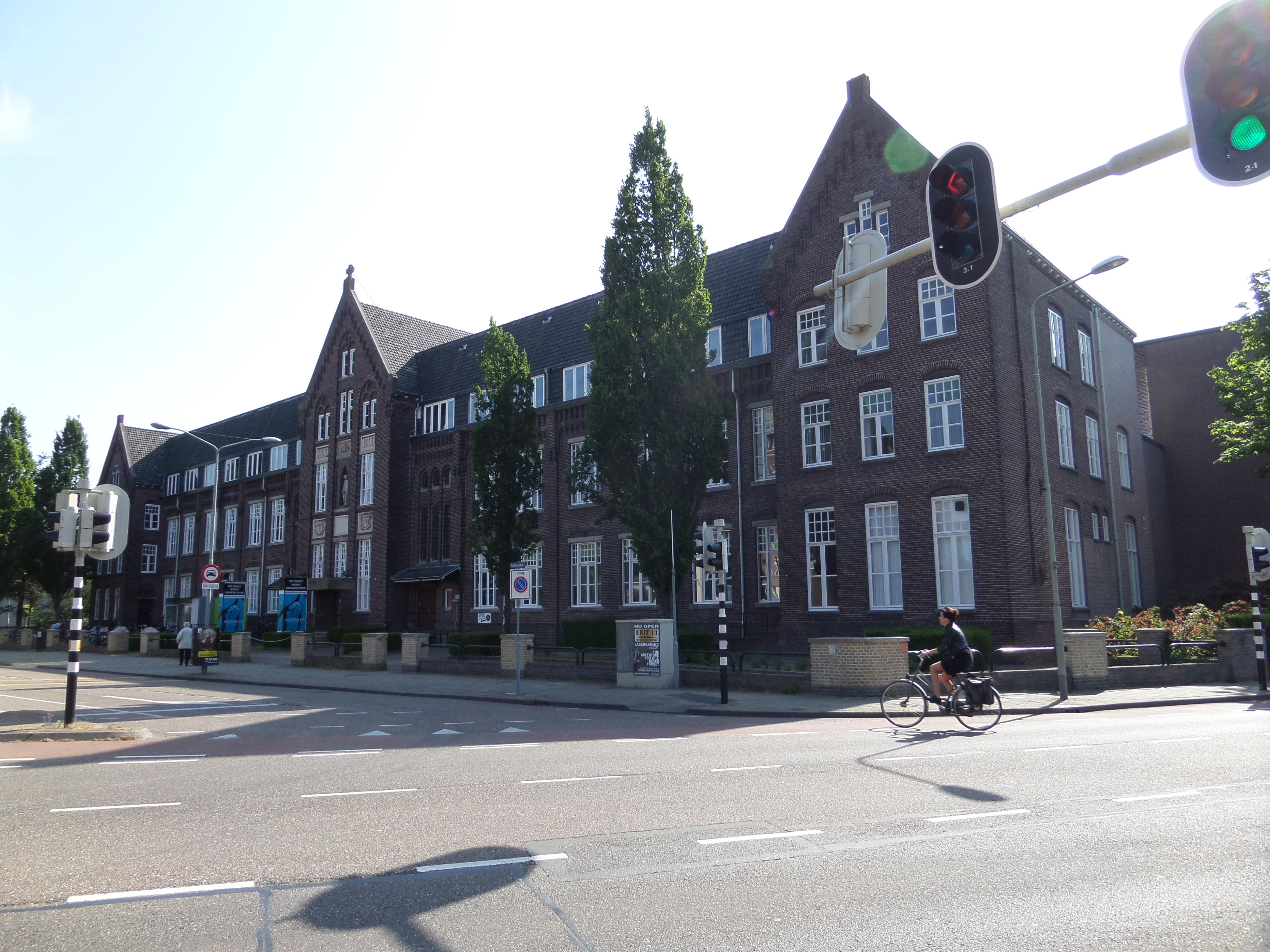
Voormalig Bisschoppelijk College (1908) op Parklaan 4-4a

De Parklaan is een straat in het centrum van de Nederlandse stad Sittard. Ze loopt vanaf de winkelstraten Brandstraat en Voorstad in het verlengde van de Haspelsestraat naar de Agricolastraat in de wijk Ophoven. Aan de straat bevinden zich veel opvallende, waardevolle bouwwerken waaronder het voormalige Bisschoppelijk College en een aantal vooroorlogse villa's. Enkele van deze panden hebben een monumentale status.

## Beschrijving
Tot het begin van de twintigste eeuw liep er op deze plaats een smalle dijk langs de drassige oevers van de Keutelbeek genaamd de Diek. De oudste bebouwing dateert van eind negentiende, begin twintigste eeuw en is te vinden ter hoogte van de Brandstraat/Voorstad. De huidige straatnaam werd in 1913 aangenomen, toen de oude dijk werd verbreed tot de huidige parkachtige laan. In dat jaar werd de eerste villa gebouwd en in de jaren 1930 was de straat aan beide kanten helemaal bebouwd. De Parklaan is ingericht als een laan gekenmerkt door grote voortuinen en groenstroken met bomen. Ze loopt over de gehele lengte langs de Keutelbeek, die tussen de Brandstraat/Voorstad en Engelenkampstraat/Wilhelminastraat overkluisd onder de straat door loopt. De huizen op de linkeroever van de beek worden ieder met een eigen brug in hun oprijlaan met de straat verbonden. Daarnaast is er een aantal kantoren gevestigd, waaronder een administratie-, een advocaten- en een notariskantoor en het hoofdkantoor van waterschap Roer en Overmaas. Voorts was er tot 2013 het kantongerecht Sittard gevestigd.
Op de plaats van het huidige waterschapskantoor stond vroeger het geboortehuis van Toon Hermans.

## Monumenten
Onder de vele oude panden aan de Parklaan zijn er vijf aangewezen als gemeentelijk monument en drie als rijksmonument.

### Gemeentelijke monumenten
Het pand Parklaan 3-5 (thans genaamd Casa Mia) is in 1903 gebouwd als koetshuis van het pand Voorstad 2 in neogotisch stijl en is in 1937 in een zakelijk-expressionistische stijl uitgebreid door de architect Jos Wielders. Het ontwerp van het gebouw zou herinneren aan de verdwenen stadspoort de Limbrichterpoort, die hier ongeveer heeft gestaan. Er is tegenwoordig een Bed and Breakfast in gevestigd.
Het voormalige Bisschoppelijk College "St. Joseph" aan de Parklaan 4 en 4a, later bekend als het Kleesj, was een middelbare school uit 1908. Het oorspronkelijk E-vormige complex telt drie bouwlagen en is ontworpen door Nic. Ramakers in een traditionele bouwstijl met neogotische invloeden. Het schoolgebouw is in 1925 en 1929 uitgebreid door Jos Wielders. Sinds 2009 staat het gebouw leeg. Vanaf 2019 wordt het verbouwd tot een hotel.
Het pand op huisnummer 6-8 is in 1930 gebouwd in zakelijk-expressionistische stijl en deed oorspronkelijk dienst als politiebureau. Later werd het gebruikt door bankinstellingen; de laatste bank was Fortis. Tegenwoordig is er een adviesbureau in gevestigd.
Daarnaast zijn er nog twee woningen aangewezen als gemeentelijk monument: Parklaan 22 is een villa in een traditionele bouwstijl met rationalistische invloeden daterend van omstreeks 1927 en Parklaan 36 ("Villa Hembersbach") is een villa in een traditionele bouwstijl met eclectische elementen van omstreeks 1925.

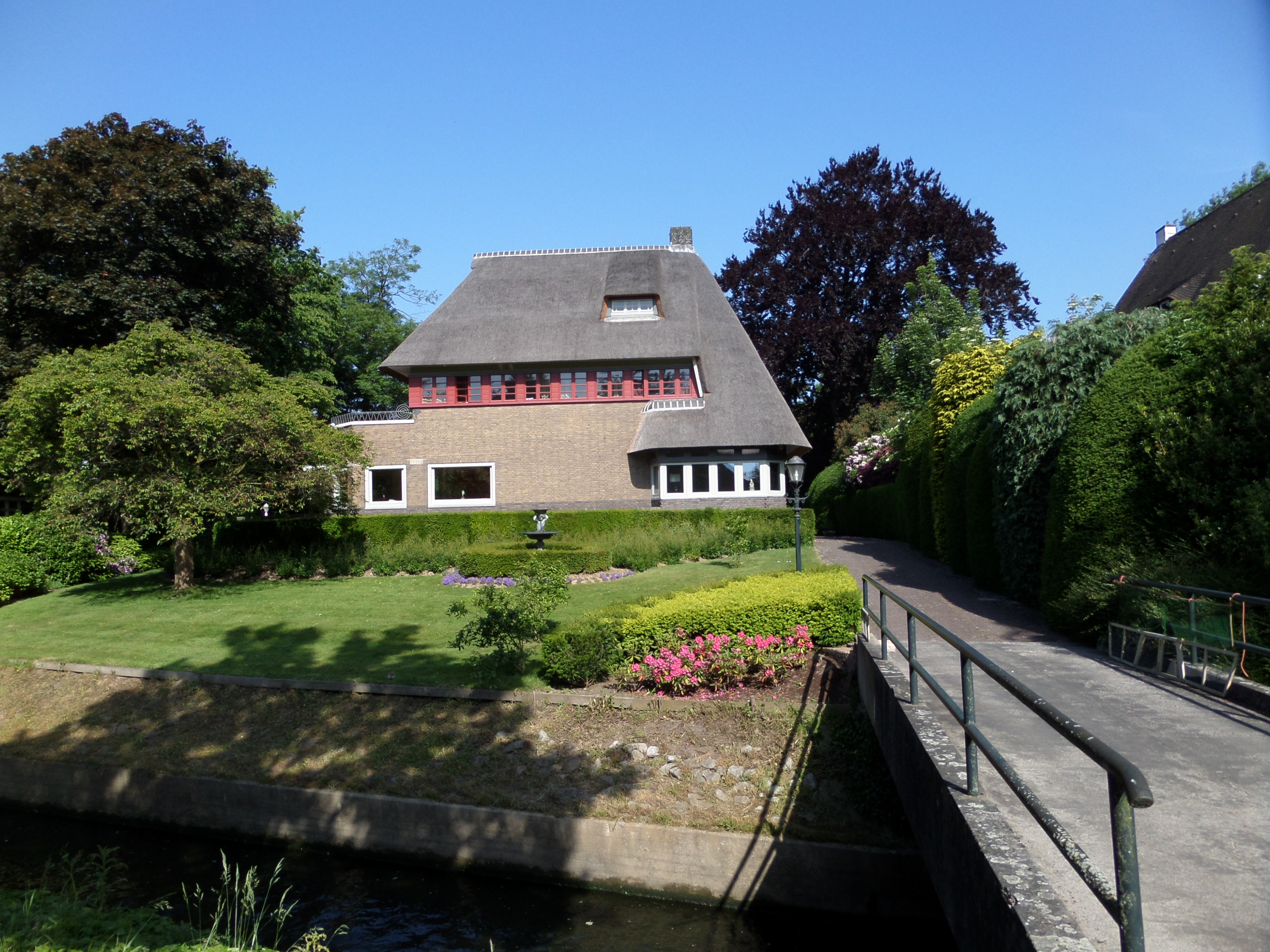
Door Jos Wielders ontworpen villa (1924-1925) op Parklaan 27

### Rijksmonumenten
Drie villa's ontworpen door Jos Wielders zijn aangewezen als rijksmonument: Parklaan 15, ontworpen in een door het functionalisme beïnvloede stijl uit 1933, Parklaan 27 in een traditionele, door de Amsterdamse school en de Engelse cottagestijl beïnvloede bouwtrant uit 1924-1925 en Parklaan 29 met elementen van de Amsterdamse School uit 1924-1925.